# Sea Malta Building
Sea Malta Building, wcześniej znany jako NAAFI Building – były budynek biurowy znajdujący się w Marsie na Malcie. Oryginalnie zbudowany w 1948 jako magazyn i obiekt rekreacyjny dla brytyjskiego Instytutu Marynarki Wojennej, Wojsk Lądowych i Lotnictwa (NAAFI). W latach 1981–2006 był siedzibą Sea Malta i od tego czasu jest opuszczony. Część budynku została rozebrana w listopadzie 2017 po stwierdzeniu złego stanu jego fundamentów.

## Historia

### Tło
Instytut Marynarki Wojennej, Wojsk Lądowych i Lotnictwa (NAAFI) był obecny na Malcie od 1919, a jego wprowadzenie na wyspę miało konkurencyjny wpływ na maltańskich biznesmenów. Spora liczba maltańskich pracowników odniosła korzyści, ponieważ byli zatrudnieni w NAAFI. NAAFI początkowo zajmował dwa magazyny przy Barriera Wharf (nr. 13 i 14) poza obwarowaniami Valletty (które to magazyny zbudował wielki mistrz Perellos dla handlu morskiego) uruchamiając działalność warsztatu samochodowego. Po prawie trzech dekadach NAAFI wyprowadził się, a pomieszczenia zostały przejęte przez biznes winiarski założony przez A.M. & A. Cassar Brothers.

### Budowa i wykorzystanie
Budynek Sea Malta został pierwotnie zbudowany w 1949 dla NAAFI, i początkowo był znany jako NAAFI Building. Został zaprojektowany przez firmę projektową „Mortimer and de Giorgio Architects”. Budynek pełnił funkcję magazynu, ale mieścił również sklepy, restauracje i inne obiekty rekreacyjne. Obiekt odegrał znaczącą rolę w czasie II wojny światowej, kiedy to służył wielu ludziom na całym obszarze Grand Harbour. Brytyjska marynarka wojenna opuściła Maltę w marcu 1979 roku i również NAAFI opuścił budynek.
Budynek był odpowiedni do działalności związanej z morzem, i dlatego został w nim utworzony magazyn morski. W kwietniu 1981 budynek został przekształcony w siedzibę Sea Malta Company Limited, dawniej Sea Malta Groupage Bonds, która przeniosła się tam ze swoich poprzednich biur we Florianie. Budynek pozostał siedzibą firmy aż do jej rozwiązania w 2006. Części budynku zostały później wykorzystane jako magazyn, podczas gdy reszta bloku została opuszczona i popadła w ruinę.

### Częściowa rozbiórka

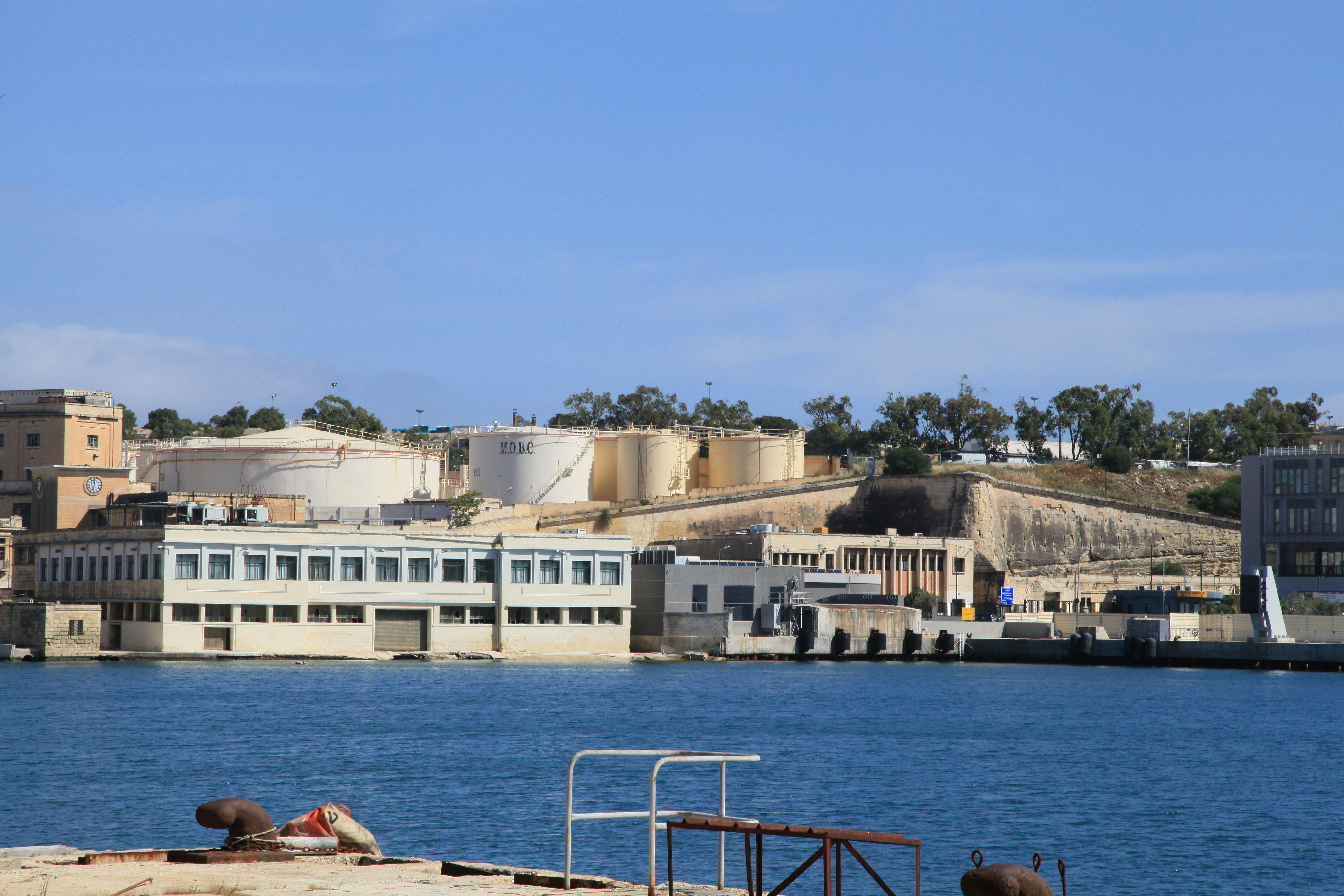
Sea Malta Building (jasny budynek po lewej) widziany z Bridge Wharf w 2014. Niska część nad samą wodą widoczna na fotografii została zburzona w 2017.

W 2017 stwierdzono, że część fundamentów budynku była w złym stanie, ponieważ zostały zbudowane na metalowych palach spoczywających na dnie morskim, które były podatne na erozję. Nabrzeże, na którym wzniesiono budynek, już częściowo się zawaliło. W sprawozdaniu z oceny strukturalnej stwierdzono, że budynek stał się ryzykiem operacyjnym dla Grand Harbour. Urząd Planowania wydał zgodę na wyburzenie dużej części budynku. Izba Architektów oraz organizacje pozarządowe Din l-Art Ħelwa i Flimkien għal Ambjent Aħjar zwróciły się do Urzędu o unieważnienie pozwolenia wydanego na rozbiórkę, przy czym Izba stwierdziła, że w sprawozdaniu z oceny strukturalnej nie zostało określone, iż struktura jest bezpośrednio zagrożona zawaleniem.
Burzenie tylnej części budynku rozpoczęto 20 listopada 2017 przez wykonawców Enemalty. Front budynku, w tym wieża zegarowa, nie była zagrożona zawaleniem i nie został zburzony. 

## Architektura
Budynek Sea Malta został nazwany „piękną modernistyczną budowlą”. Zawiera charakterystyczną wieżę zegarową. Planning Authority miał mieszane opinie na temat budynku i dlatego starał się o zachowanie jego głównych cech.